# Bindenerdracke
Die Bindenerdracke (Brachypteracias leptosomus) [Binden-Erd-Racke] ist ein endemisch auf Madagaskar vorkommender Vogel aus der Familie der Erdracken (Brachypteraciidae).

## Merkmale
Bindenerdracken erreichen eine Körperlänge von 30 bis 38 Zentimetern. Das Gewicht eines Männchens wurde mit 186 Gramm, das eines Weibchens mit 154 Gramm gemessen. Der Oberkopf ist kastanienbraun, der Rücken olivbraun. Kehle, Brust, Flanken und Bauch sind bräunlich und mit weißlichen Streifen und Sprenkeln versehen. Ein Überaugenstreif und eine breite Binde unterhalb der Kehle heben sich in weißer Farbe deutlich hervor. Die Spitzen der Arm- und Handschwingen sind ebenfalls weiß. Zwischen den Geschlechtern besteht praktisch kein Sexualdimorphismus. Die Weibchen zeigen ähnliche Zeichnungsmuster wie die Männchen, sind jedoch geringfügig kleiner. Der kräftige Schnabel ist bei beiden Geschlechtern schwarz, die Iris dunkelbraun. Die relativ kurzen Beine haben eine blasse gelbgraue Farbe.

## Stimme
Der territoriale Ruf des Männchens besteht zunächst aus einem mehrfach wiederholten tiefen ‚buub‘ klingenden Ton, dem nach einer kurzen Pause in schneller Abfolge eine ‚dududududu…‘-Tonserie folgt. Sie wird aus einer Höhe zwischen 5 und 30 Metern vor Sonnenaufgang vorgetragen.

## Verbreitung und Lebensraum
Das Verbreitungsgebiet der Bindenerdracke umfasst ein ca. 39.200 km² großes Gebiet nahezu auf der gesamten Ostseite Madagaskars. Sie besiedelt bevorzugt dichte, schattige Wälder bis in Höhen von 1500 Metern.

## Lebensweise

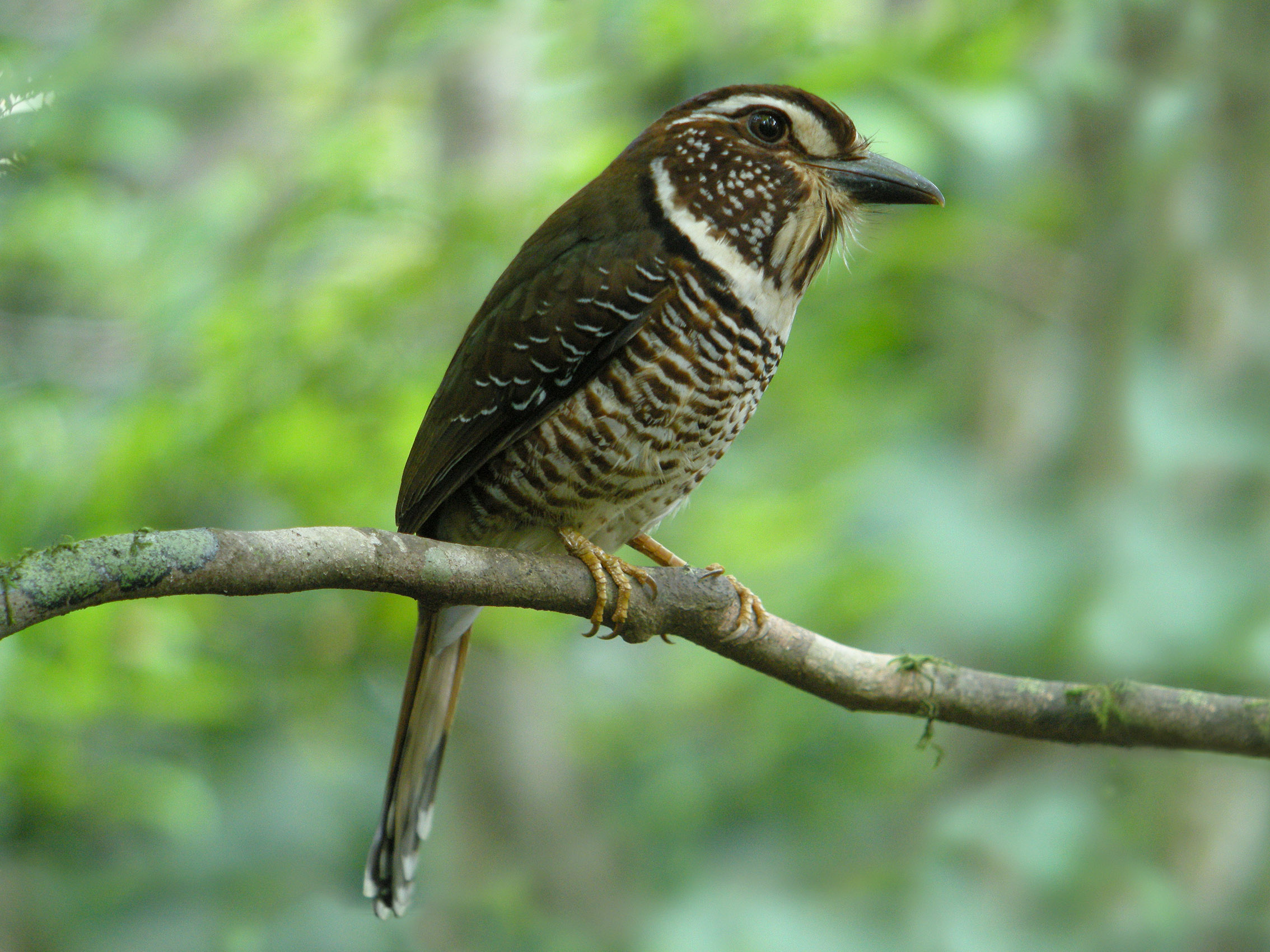
Bindenerdracke im Nationalpark Masoala

Die Vögel ernähren sich in erster Linie von verschiedenen Wirbellosen, beispielsweise von Ameisen, Käfern, Zikaden, Raupen, Tausendfüßern, Heuschrecken, Landasseln, Nacktschnecken und Würmern. Zuweilen werden auch kleine Wirbeltiere erbeutet, beispielsweise Chamäleons, Geckos, Eidechsen, Schlangen und Froschlurche. Die Beutetiere werden durch Schlagen gegen einen Zweig getötet oder als Ganzes verschluckt. Meist halten sich die Vögel in Bäumen und Büschen auf, nur gelegentlich am Boden. Die Brutsaison fällt in die Monate Oktober bis Januar. Die Paare leben monogam. Über den Nestbau ist wenig bekannt. Einzelne Nesthöhlen wurden in Baumhöhlen sowie am Boden unter Wurzeln gefunden. Das Nest wird mit ein bis zwei Eiern bestückt, die das Weibchen in 22 bis 24 Tagen ausbrütet. Es wird vom Männchen auf dem Nest mit Nahrung versorgt. Nach dem Schlüpfen werden die Jungen von beiden Eltern gefüttert und fliegen nach ca. 30 Tagen aus.

## Gefährdung
Die Bindenerdracke kommt in den Nationalparks im Osten Madagaskars und den angrenzenden Gebieten verbreitet vor. Infolge von Urbarmachung einiger ihrer Lebensräume ist sie jedoch im leichten Rückgang begriffen und wird demzufolge von der Weltnaturschutzorganisation IUCN als „vulnerable = gefährdet“ klassifiziert.